# Syndicat tchèque des lycéens
Le Syndicat tchèque des lycéens ou Union des lycéens tchèques (tchèque: Česká středoškolská unie, z. s., ČSU) est une association indépendante à but non lucratif, créée en 2013 avec l'intention de représenter les élèves tchèques de l'enseignement secondaire. 
Le Syndicat est composé de représentants d'organes autonomes d'élèves – c'est-à-dire les conseils d'élèves, les gouvernements étudiants, les parlements des jeunes, etc. – qui existent dans les écoles secondaires, conformément à la loi tchèque sur l'éducation de 2004, ou plus précisément, à son article 21, lettre a) du sous-article (1). Au niveau européen, le Syndicat est membre de l’Organising Bureau of European School Student Unions (OBESSU) qui fédère les syndicats d'élèves de toute l'Europe.
Le présidium actuel[Quand ?] (l'autorité statutaire de l'organisation), élu à la XVe assemblée républicaine, est composé du président Viktor René Schilke, première vice-président Ondřej Nováček, deuxième vice-présidente Erika Kubálková et de deux membres du présidium Petr Franc et Filip Slaný.